# Oleg Románov
Oleg Constantínovich Románov (Pávlovsk, 27 de noviembre de 1892-Vilna, 12 de octubre de 1914) fue un príncipe ruso.

## Familia
Fue hijo del gran duque Constantino Constantínovich Románov y de la princesa Isabel de Sajonia-Altemburgo.

## Biografía

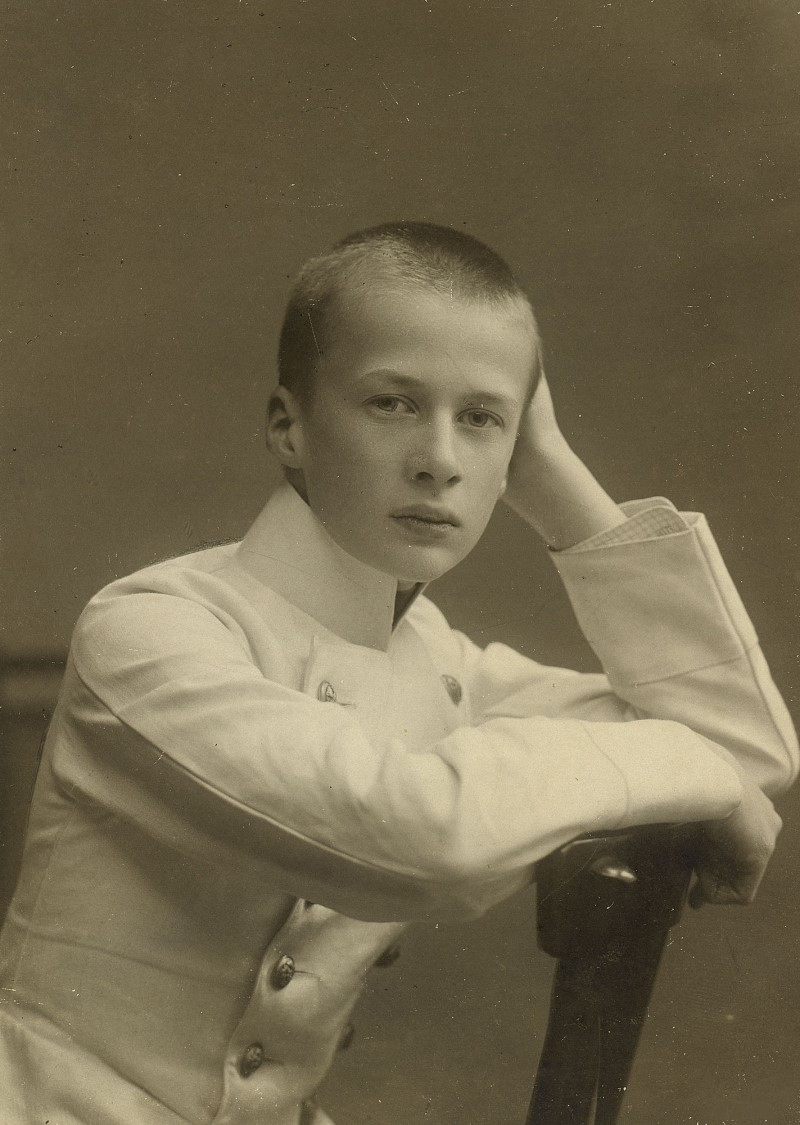
Oleg Constantínovich Románov.

Mostró desde su infancia una inteligencia excepcional, por lo que su padre decidió enviarlo al Liceo "Alexandre". Esta decisión no fue bien vista por el resto de la familia.
Oleg había expresado su deseo de casarse con su prima, Nadia, hija del gran duque Pedro Románov, pero la Primera Guerra Mundial se lo impidió.
Los hijos del gran duque Constantino no portaron el título de grandes duques de Rusia, sino el de príncipes de Rusia, en conformidad a la reforma hecha por Alejandro III el 14 de julio de 1886. Según esta ley, sólo los hijos y nietos de un zar, hijos de un matrimonio de la dinastía, podrían ser grandes duques, sino serían príncipes de Rusia y llevarían el tratamiento de Alteza Imperial. Así los Constantínovich, bien que hijos de matrimonio de la dinastía, eran bisnietos de un zar. El objetivo de la ley era el de restringir el número de personas con derecho a rentas del estado. 
Durante la Primera Guerra Mundial fue gravemente herido durante los combates en el frente norte alemán. La cirugía no pudo salvarlo y murió.

## Títulos y tratamientos
Esta tabla aún no está actualizada. Puedes contribuir aportando información sobre títulos y tratamientos de esta persona.
- Datos: Q706069
- Multimedia: Oleg Konstantinovich Romanov / Q706069